# Teknikåret 1971

## Händelser

### Mars
- 22 mars - RCA ansöker om patent på CED-systemet.[1]

### November
- 3 november - Referensmanualen UNIX Programmer's Manual publiceras.
- 15 november - Intel lanserar den första mikroprocessorn, 4004.

### Okänt datum
- RCA säljer sin datoravdelning [2].
- Persondatorn Kebak 1 annonseras för $750 i Scientific American [2].
- Första e-postmeddelandet skickas [2].

### Fotnoter
1. ↑  History of Media Technology (läst 8 april 2011)
2. 1 2 3